# Д’Алатри, Уго
Уго д’Алатри (Ugo D' Alatri, также известный как Ugone Alatrino, Ugo Visconti d’Alatri, Ugo Visconti da Alatri) — католический церковный деятель XI-XII века. Принял обет ордена бенедиктинцев в монастыре Монтекассино. Назначен папой Григорием VII апостольским субдиаконом. Провозглашен кардиналом-дьяконом церкви Санта-Мария-ин-Виа-Лата на консистории 1105 года.